# Rankin (Texas)
Pour les articles homonymes, voir Rankin.
La ville américaine de Rankin est le siège du comté d'Upton, dans l’État du Texas. Elle comptait 778 habitants lors du recensement de 2010.

## Source
- (en) Cet article est partiellement ou en totalité issu de l’article de Wikipédia en anglais intitulé « Rankin, Texas » (voir la liste des auteurs).